# Pochazia pipera
Pochazia pipera är en insektsart som beskrevs av William Lucas Distant 1914. Pochazia pipera ingår i släktet Pochazia och familjen Ricaniidae. Inga underarter finns listade i Catalogue of Life.